# 黒伏山
黒伏山（くろぶしやま）は山形県東根市に位置する標高1227メートルの山である。

## 概要
東北百名山のひとつであり、船形連峰に含まれる。地質的には船形山などより古い火山で、石英安山岩からなるとされている。いずれも人目を引くごつごつとした山容で、特に黒伏山（観音寺）の南面は、標高差約300m、幅1kmにわたり柱状節理の岩壁となって落ち込んでいる。南面を除くと、ほとんどがブナの高木だが、山頂の一部だけが樹高2m内外のミネカエデ、ウラジロヨウラク、ナナカマドなどに覆われている。